# هارولد اجنيو
هارولد اجنيو (بالإنجليزية: Harold Agnew)‏ (و. 1921 – 2013 م) هو فيزيائي من الولايات المتحدة الأمريكية . ولد في دنفر، كولورادو.
شارك في مشروع مانهاتن .وكان عضواً في الأكاديمية الوطنية للعلوم، والأكاديمية الوطنية للهندسة .
توفي في سولانا بيتش، سان ديغو، كاليفورنيا ، عن عمر يناهز 92 عاماً.بسبب ابيضاض الدم الليمفاوي المزمن .

## التعليم
تعلم في جامعة دنفر، وجامعة شيكاغو